# Queens Reach
Queens Reach är ett vattendrag i Kanada.   Det ligger i provinsen British Columbia, i den sydvästra delen av landet, 3 600 km väster om huvudstaden Ottawa.